# 광택 (광물학)

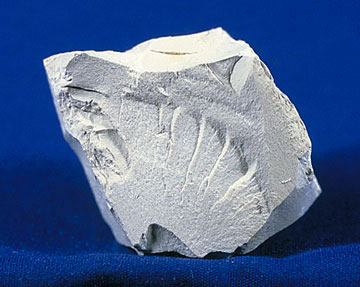
고령석

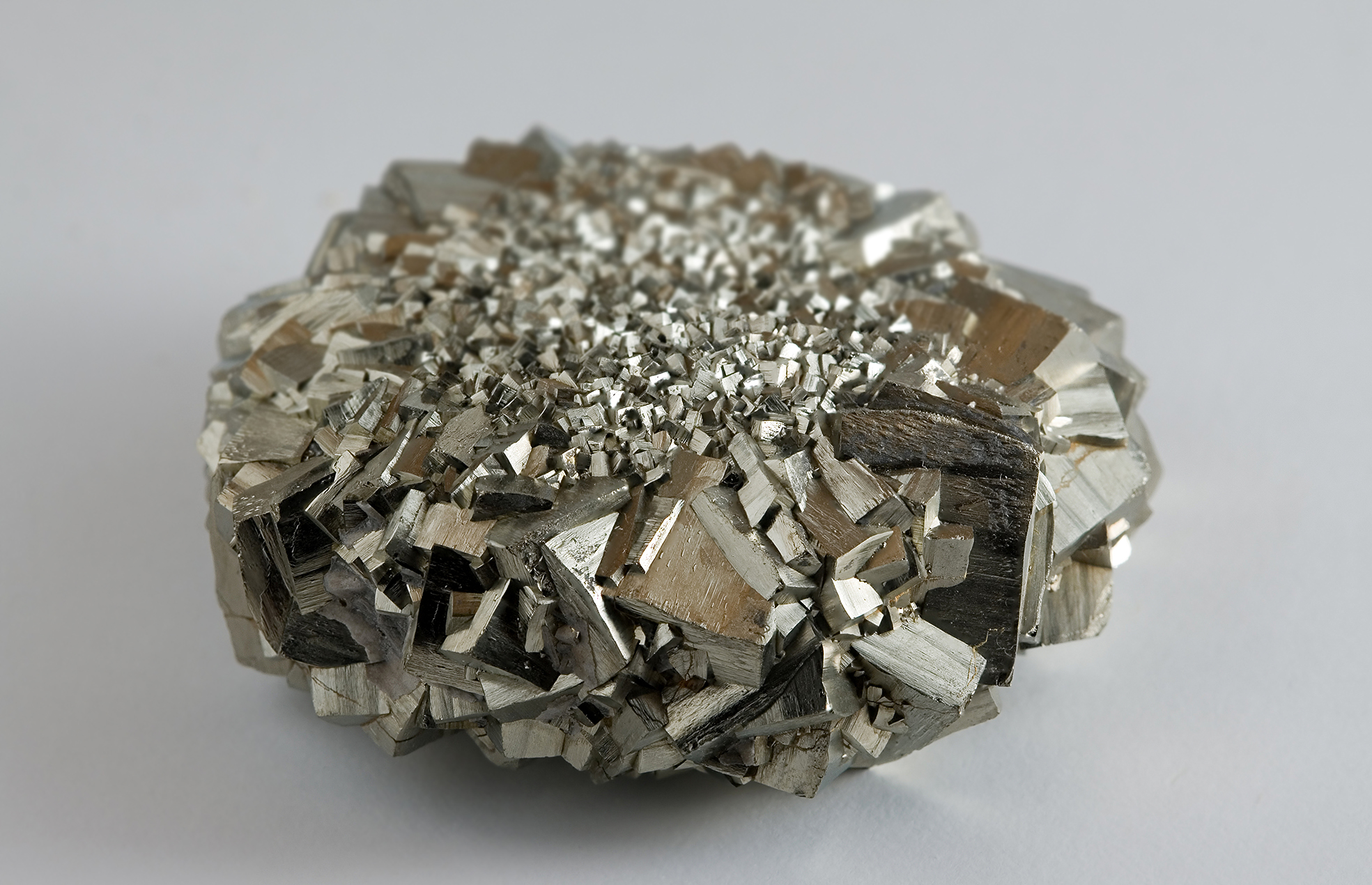
황철석

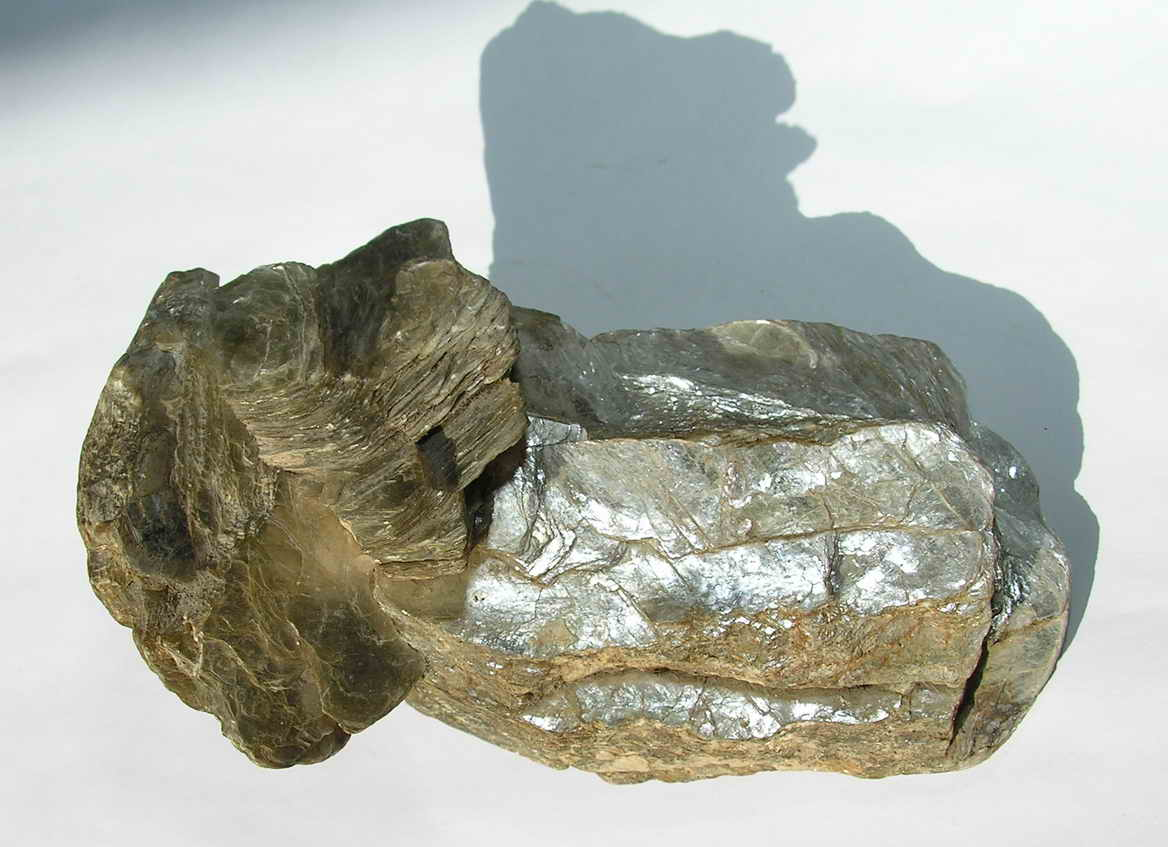
백운모

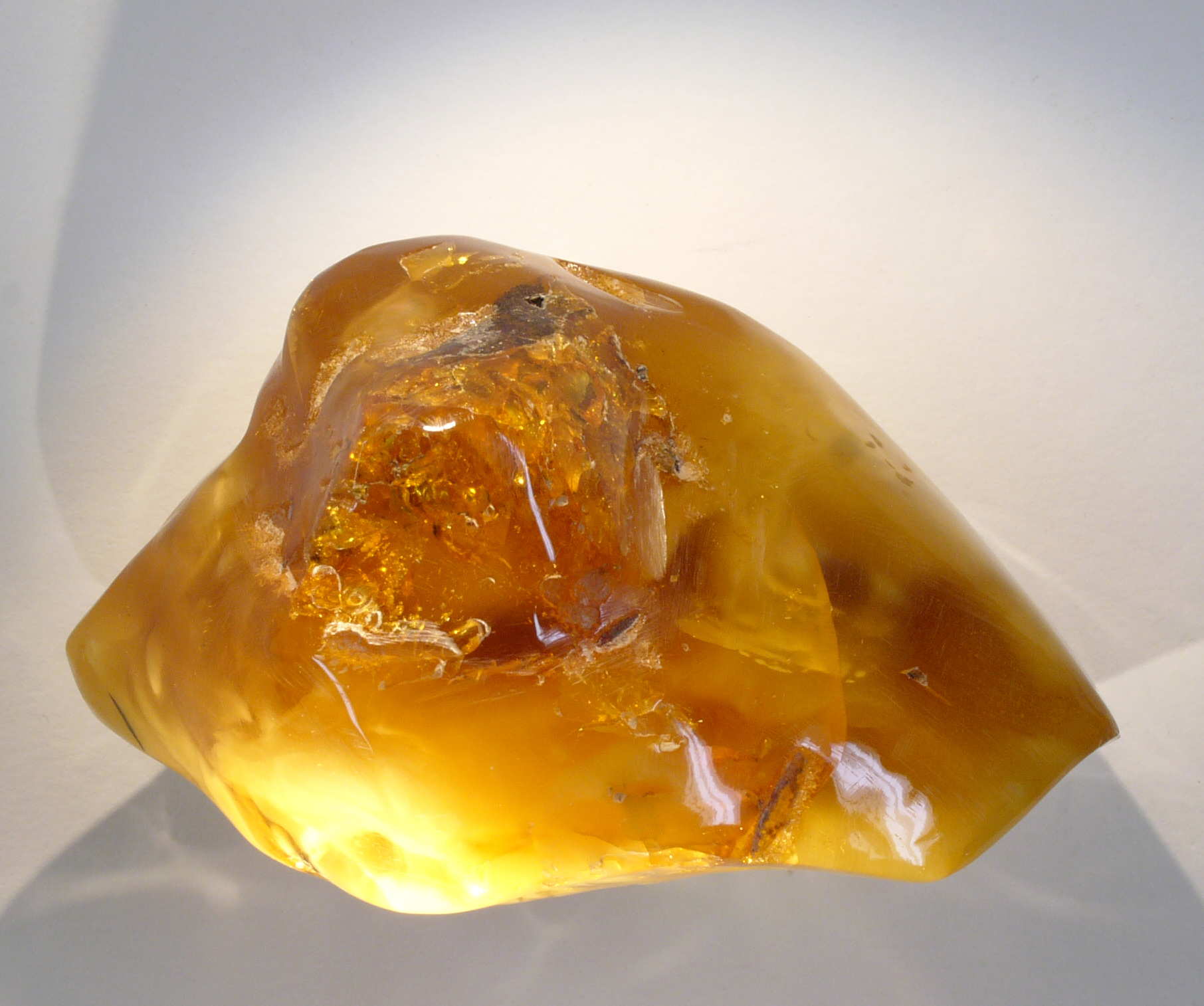
호박 (화석)

광택(光澤, 영국 영어: lustre 또는 미국 영어: luster, 철자 차이 참고)는 빛이 결정, 암석 또는 광물의 표면과 상호 작용하는 방식이다. 이 단어는 "빛"을 의미하는 라틴어 lux에서 유래되었으며 일반적으로 광채를 의미한다.
광택을 설명하기 위해 흙빛, 금속성, 기름기, 부드러운 등 다양한 용어가 사용된다. 마찬가지로, 유리질(vitreous, 즉 유리, vitrum을 의미하는 라틴어에서 파생됨)이라는 용어는 유리 같은 광택을 의미한다.
광택은 넓은 연속체에 따라 다양하므로 다양한 유형의 광택 사이에 엄격한 경계가 없다. (이러한 이유로 서로 다른 출처에서는 종종 동일한 광물을 다르게 설명할 수 있다. 이러한 모호함은 특정 광물 종 내에서 광범위하게 변하는 광택의 능력으로 인해 더욱 복잡해진다.) 중간 유형의 광택을 설명하기 위해 용어가 결합되는 경우가 많다.
일부 광물은 별자리(별 모양의 발광 영역 표시) 또는 채토양시(표본이 회전함에 따라 움직이는 것처럼 보이는 발광 띠 표시)와 같은 특이한 광학 현상을 나타낸다.